# Sur la Riviera
Pour plus de détails, voir Fiche technique et Distribution.
Sur la Riviera (titre original : On the Riviera)  est un film musical américain réalisé par Walter Lang, sorti en 1951

## Synopsis
À la boîte de nuit Côte d'Azur de Monte-Carlo, l'artiste américain Jack Martin (Danny Kaye) fait un tabac avec ses chants, ses danses et ses imitations. Un soir, tout le monde dans le club se presse devant la télévision pour voir le célèbre aviateur, le capitaine Henri Duran (également Kaye), atterrir à Nice, concluant ainsi un vol autour du monde qui a battu tous les records. La compagne de Jack, Colette (Corinne Calvet), lui rappelle de mettre ses lunettes et ils s'accordent à dire que Duran ressemble à Jack. Gapeaux (Sig Ruman), qui s'ennuie, insiste pour que Jack rende son numéro "sensationnel", ou bien il ne le fera pas.
Jack se peint une moustache sur la lèvre, se regarde dans le miroir et sourit.
Le gala organisé par le club en l'honneur de Duran et de sa femme, Lili (Gene Tierney), débute par une somptueuse mise en scène jouant sur la réputation méritée de Duran en tant que Don Juan international. Dans les coulisses, Collette confond brièvement Duran et Jack. Duran l'invite à une réception le samedi. Pris de panique. Louis, l'associé de Duran, apporte de mauvaises nouvelles. Le directeur d'Air Europa, Periton (Jean Murat), retarde l'achat de leurs avions, dans l'espoir évident de ruiner leur compagnie et de s'en emparer. Sans le savoir, Lili invite Periton à la réception.
Duran laisse un mot à Louis et Phillipe : Il a pris l'avion pour Londres afin d'obtenir de l'aide. Ils persuadent Jack de jouer Duran, pour un demi-million de francs. Il insiste pour que Lili ne le sache pas, car il serait trop nerveux. Jack étudie rapidement et ils lui apprennent le geste et le commentaire de Duran qui ne s'engage pas : "Hmmmmm..."
Jack passe une bonne partie de la soirée à repousser les femmes de Duran.
À la boîte de nuit, Gapeaux annonce à Colette qu'il a réservé une émission de télévision en direct. Elle part en trombe à la fête et est accueillie par Jack/Duran, qui lui fait des avances. Elle voit les lunettes dans sa poche, joue le jeu et le gifle. Leur dispute jalouse prend fin lorsqu'il lui dit combien ils sont payés. Elle se souvient de l'émission. Il l'envoie rassurer Gapeaux.
Duran revient, inaperçu, voit Jack à la fête et comprend. Mais lorsque Jack embrasse la main de Lili, ses yeux s'écarquillent. Il regarde Jack s'éloigner. Deux invités regardent l'émission en direct de Jack, qui joue le rôle de "Popo la marionnette".
Duran a été refusé par Sir Hubert. Les gars le rassurent en lui disant que Lilli participe à la mascarade. Lorsqu'il l'embrasse, elle lui dit qu'il s'est comporté toute la soirée "comme un écolier avec son premier béguin". Il est jaloux. Dans la boîte de nuit, Jack et Colette se disputent à propos de la jalousie de Lili.
Duran découvre que Periton soupçonne le ministère de l'Air de lui faire une meilleure offre. Jack revient à la maison et prend la place de Durant aux côtés de Periton  La confusion s'installe. Periton fait à Jack/Duran une offre de 20 milliards de francs, puis de 25 milliards... Coupure dans le hall où Duran et les autres attendent...
Louis paie Jack en lui disant d'aller chercher ses vêtements demain et en laissant tout le monde dans l'ignorance des offres de Periton. Duran leur dit de ne laisser personne savoir qu'il est de retour, y compris Lili. Il sera Martin pour le reste de la soirée...
Le lendemain matin, les garçons se précipitent sur le yacht de Duran. Il est abattu. Lili l'a trahi. Avec lui-même. Il est allé dans sa chambre, l'a embrassée et ils ont fait l'amour. Il n'a jamais réalisé à quel point elle était merveilleuse. Il ne peut pas la regarder en face car il pense qu'elle n'est pas à la hauteur. Il s'en va. Lorsque les gars suggèrent qu'elle a vu clair dans sa tromperie, il se souvient qu'elle était d'abord en colère, puis qu'elle a changé. Lili prend son petit-déjeuner au lit, souriante et heureuse. Duran l'appelle de l'aéroport, prétendant qu'il vient d'atterrir. Elle est horrifiée. Le personnel de l'aéroport et ses domestiques confirment ses doutes
Periton arrive au yacht et s'étonne de les voir si sombres : il a un chèque de 30 milliards de francs.
A la maison, Lili trouve Jack en train de ramasser ses vêtements. Ils discutent à bâtons rompus, à double sens, jusqu'à ce qu'il lui dise qu'il est parti après l'arrivée du capitaine. Coupure avec le hall d'entrée et le retour de Duran. Jack dit à Duran qu'il devrait désormais se concentrer sur sa charmante épouse et l'interroge sur sa façon d'agir avec les femmes. Quel est son secret ? Duran lui chuchote à l'oreille.
Dans la boîte de nuit, Lili et Duran se tiennent la main dans le public tandis que Jack, le chœur et Colette interprètent un numéro exubérant : "Happy Ending".

## Fiche technique
- Titre français:  Sur la Riviera
- Titre original : On the Riviera
- Réalisateur : Walter Lang
- Production : Sol C. Siegel
- Société de production : Twentieth Century Fox
- Scénario : Valentine Davies, Henry Ephron et Phoebe Ephron d'après la pièce The Red Cat de Hans Adler et Rudolph Lothar
- Adaptation : Jessie Ernst
- Musique : Alfred Newman, Lionel Newman, Earle H. Hagen, Cyril J. Mockridge et Ernesto Lecuona
- Chorégraphe : Jack Cole
- Directeur de la photographie : Leon Shamroy
- Montage : J. Watson Webb Jr.
- Direction artistique : Leland Fuller et Lyle R. Wheeler
- Décors de plateau : Thomas Little et Walter M. Scott
- Costumes : Travilla, Sam Benson, Oleg Cassini (costumes de Gene Tierney), Charles Le Maire
- Pays d'origine : États-Unis
- Langue : anglais, français
- Format : Couleurs (Technicolor) - Son : Mono (Western Electric Recording)
- Durée : 89 minutes
- Genre : Film musical et comédie
- Date de sortie : 20 avril 1951 (USA)
- Affiche : Boris Grinsson (France)

## Distribution
- Danny Kaye : Jack Martin / Henri Duran
- Gene Tierney : Lili Duran
- Corinne Calvet : Colette
- Marcel Dalio : Philippe Lebrix
- Jean Murat : Felix Periton
- Henri Letondal : Louis Foral
- Clinton Sundberg : Antoine
- Sig Ruman : Gapeaux
- Joyce Mackenzie : Mimi
- Monique Chantal : Minette
- Marina Koshetz : Mme Louise Cornet
- Ann Codee : Mme Periton
- Mari Blanchard : Eugenie
- Ethel Martin : Danseur
- George Martin : Danseur
- Buzz Miller : Danseur
- Ellen Ray : Danseuse
- Gwen Verdon : Danseuse

## Récompenses et distinctions
Sur la Riviera a été récompensé en 1952 d'un Golden Globe et a également reçu deux nominations aux Oscars.
- Golden Globes (Golden Globe Awards) 1952 : Meilleur acteur dans un film musical ou une comédie (Best Performance by an Actor in a Motion Picture — Musical or Comedy) : Danny Kaye.
- Oscars du cinéma (Academy Awards) 1952 : 
  - Nomination pour la meilleure direction artistique (Academy Award for Best Art Direction) en couleur : Lyle R. Wheeler, Leland Fuller, Joseph C. Wright, Thomas Little et Walter M. Scott.
  - Nomination pour la meilleure adaptation pour un film musical (Academy Award for Best Scoring of a Musical Picture) : Alfred Newman.